# Isaac Bruce
Isaac Isidore Bruce é um ex-jogador profissional de futebol americano estadunidense que foi campeão da temporada de 1999 da National Football League jogando pelo St. Louis Rams. Ele foi uma das peças do chamado “The Greatest Show on Turf”, um dos melhores ataques (em termos de estatísticas) da historia da NFL.

## Estatísticas
| Temporada | Time     | Jogos | Jogos | Recepções | Recepções | Recepções | Recepções | Recepções | Fumbles | Fumbles  |
| Temporada | Time     | JD    | JT    | Rec       | Jardas    | Média     | Lng       | TD        | Fum     | Perdidos |
| --------- | -------- | ----- | ----- | --------- | --------- | --------- | --------- | --------- | ------- | -------- |
| 1994      | LOS      | 12    | 0     | 21        | 272       | 13,0      | 34        | 3         | 0       | 0        |
| 1995      | STL      | 16    | 16    | 119       | 1 781     | 15,0      | 72        | 13        | 2       | 1        |
| 1996      | STL      | 16    | 16    | 84        | 1 338     | 15,9      | 70        | 7         | 1       | 1        |
| 1997      | STL      | 12    | 12    | 56        | 815       | 14,6      | 59        | 5         | 1       | 0        |
| 1998      | STL      | 5     | 5     | 32        | 457       | 14,3      | 80        | 1         | 0       | 0        |
| 1999      | STL      | 16    | 16    | 77        | 1 165     | 15,1      | 60        | 12        | 0       | 0        |
| 2000      | STL      | 16    | 16    | 87        | 1 471     | 16,9      | 78        | 9         | 1       | 1        |
| 2001      | STL      | 16    | 16    | 64        | 1 106     | 17,3      | 51        | 6         | 3       | 1        |
| 2002      | STL      | 16    | 16    | 79        | 1 075     | 13,6      | 34        | 7         | 2       | 2        |
| 2003      | STL      | 15    | 15    | 69        | 981       | 14,2      | 41        | 5         | 0       | 0        |
| 2004      | STL      | 16    | 16    | 89        | 1 292     | 14,5      | 56        | 6         | 5       | 4        |
| 2005      | STL      | 11    | 10    | 36        | 525       | 14,6      | 46        | 3         | 0       | 0        |
| 2006      | STL      | 16    | 13    | 74        | 1 098     | 14,8      | 45        | 3         | 0       | 0        |
| 2007      | STL      | 14    | 12    | 55        | 733       | 13,3      | 37        | 4         | 0       | 0        |
| 2008      | SF       | 16    | 15    | 61        | 835       | 13,7      | 63        | 7         | 0       | 0        |
| 2009      | SF       | 10    | 7     | 21        | 265       | 12,6      | 50        | 0         | 0       | 0        |
| Carreira  | Carreira | 223   | 201   | 1 024     | 15 424    | 15,0      | 80        | 91        | 15      | 10       |